# Hypothyris bernadaria
Hypothyris bernadaria är en fjärilsart som beskrevs av Richard Haensch 1903. Hypothyris bernadaria ingår i släktet Hypothyris och familjen praktfjärilar. Inga underarter finns listade i Catalogue of Life.